# سایکا شو
سایکا شو (به ژاپنی: 雑賀衆) یکی از گروه‌های مسلح بودایی بود که در قرون وسطی در ژاپن که منطقهٔ فعالیت آن در شمال غربی ولایت کی (امروزه واکایاما و قسمتی از کاینان، واکایاما) بود. این گروه مذهبی از آغاز ورود تفنگ به ژاپن چندین هزار تفنگ را خریداری کرده و سربازان آن بسیار از نظر نظامی ماهر بودند.
نام شورش این فرقه سایکا ایکی (به ژاپنی: 雑賀一揆 Saika Ikki) نامیده می‌شود. سایکا ایکی، یکی از شورش‌های بسیاری بود که با نام عمومی ایکو-ایکی شناخته می‌شوند. این شورش توسط مبارزان متعصب بودایی به رهبری سوزوکی ماگوایچی برپا شد.